# Cearachelys
Cearachelys é um gênero extinto de tartaruga pleurodirana que existiu há cerca de 110 milhões de anos.  O gênero é monotípico, com apenas espécies tipo Cearachelys placidoi conhecidas.

## Descoberta
Em 2001, os restos de dois esqueletos de tartarugas em sua maioria completos das rochas do Cretáceo Inferior do Grupo Santana foram usados para descrever Cearachelys placidoi. O gênero foi nomeado para o Ceará, estado brasileiro onde a espécie foi descoberta. O nome específico recebeu o nome de Plácido Cidade Nuvens, diretor do Museu de Paleontologia de Santana do Cariri. Ambos os espécimes eram da Formação Romualdo do grupo no que hoje é o nordeste do Brasil. O espécime-tipo, provisoriamente rotulado como MPSC-não catalogado, consistia em um crânio incompleto, o casco da tartaruga, algumas vértebras do pescoço e alguns fragmentos de ossos de membros. O segundo espécime, TUTg 1798 é um fóssil mais completo que consiste na maior parte do esqueleto axial e apendicular da tartaruga. Embora este espécime venha da mesma localidade, na verdade foi adquirido pelo museu oito anos antes, em 1993. Um terceiro espécime fragmentário foi identificado em 2007 como pertencente a C. placidoi. O espécime, MN-6760-V, consistia em uma carapaça fossilizada bastante completa e plastrão medindo cerca de 20 cm de comprimento.